# Honda FR-V
Honda FR-V (ang. Family Recreational Vehicle) – samochód osobowy typu minivan klasy kompaktowej produkowany przez japoński koncern motoryzacyjny Honda Motor Company w latach 2005 - 2009. W Japonii pojazd oferowany był pod nazwą Edix.

## Historia i opis modelu

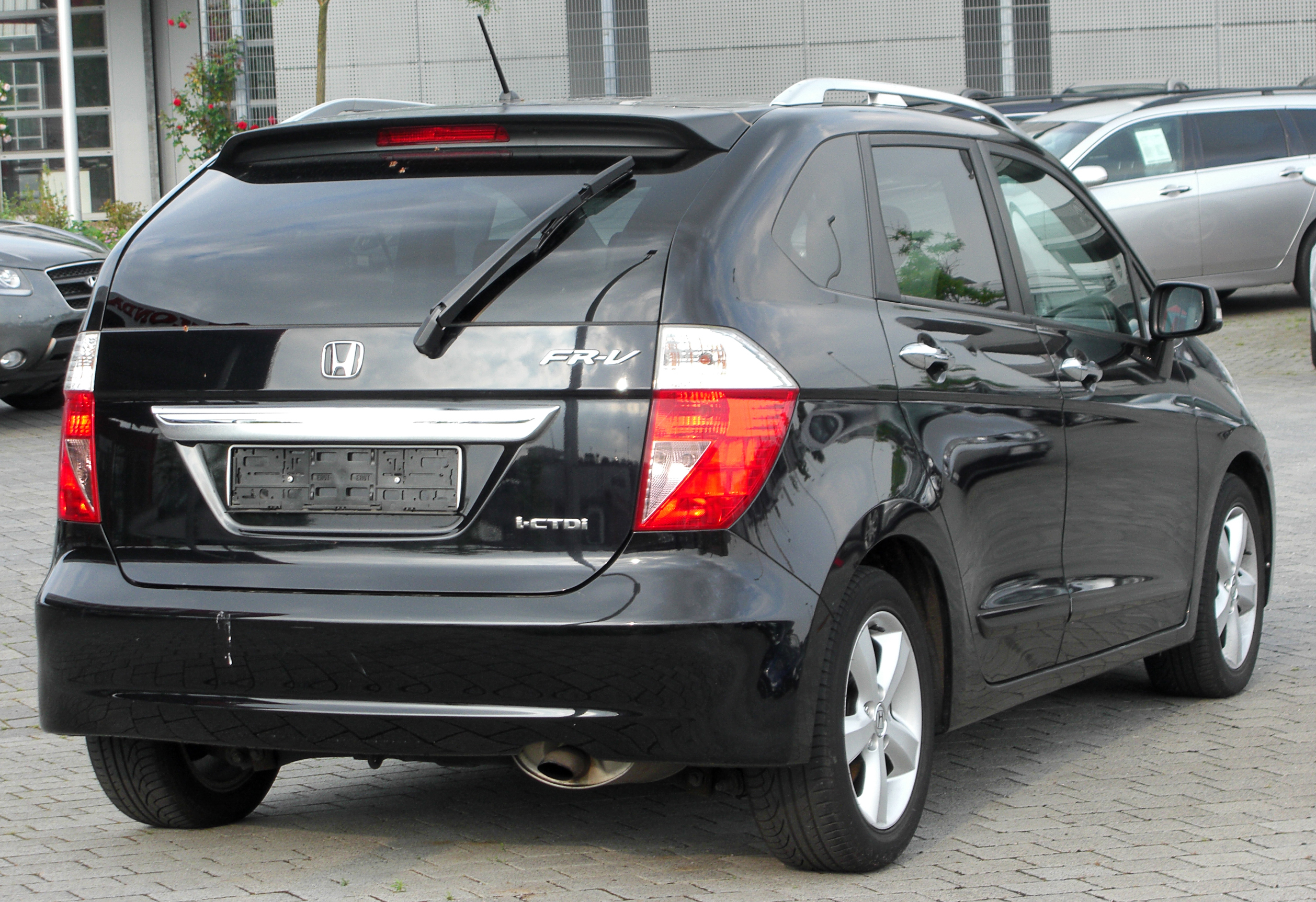
Honda FR-V - tył

Samochód został po raz pierwszy oficjalnie zaprezentowany podczas targów motoryzacyjnych w Tokio w 2004 roku. Produkcję pojazdu rozpoczęto w marcu 2005 roku. Auto zbudowane zostało na bazie płyty podłogowej siódmej generacji modelu Civic, zaś zawieszenie zapożyczone zostało z drugiej generacji modelu CR-V. Auto oferowane było jako konkurencja dla sześciomiejscowego Fiata Multipla. Samochód otrzymał jednobryłowe nadwozie o podłużnym kształcie z wyciągniętymi w pokrywę silnika reflektorami przednimi i delikatnymi krawędziami, a także ostro pochyloną tylną szybą. We wnętrzu pojazdu umieszczonych zostało sześć osobnych foteli rozłożonych w dwóch rzędach. 
W 2007 roku auto przeszło face lifting. Zmienione zostały m.in. przednie reflektory, atrapa chłodnicy, tapicerka oraz elementy podnoszące funkcjonalność kabiny. Przy okazji liftingu wprowadzona została nowa jednostka benzynowa o pojemności 1.8 l i mocy 140 KM, która zastąpiła jednocześnie silnik o pojemności 1.7 l oraz 2.0 l. Zmodernizowana została także jednostka wysokoprężna 2.2 i-CTDi, która otrzymała filtr cząstek stałych.
W 2009 roku z powodu zbyt słabego popytu zakończono produkcję pojazdu bez zaprezentowania następcy.

### Silniki
| Silnik                | Pojemność skokowa [cm³] | Typ silnika        | Moc maksymalna [KM] ([kW]) przy obr./min | Maks. moment obrotowy [Nm] przy obr./min | Średnica cylindra x skok tłoka [mm] | Stopień sprężania  | Przyspieszenie 0-100 km/h [s] | Prędkość maks. [km/h] |                    |
| Silniki benzynowe:    | Silniki benzynowe:      | Silniki benzynowe: | Silniki benzynowe:                       | Silniki benzynowe:                       | Silniki benzynowe:                  | Silniki benzynowe: | Silniki benzynowe:            | Silniki benzynowe:    | Silniki benzynowe: |
| --------------------- | ----------------------- | ------------------ | ---------------------------------------- | ---------------------------------------- | ----------------------------------- | ------------------ | ----------------------------- | --------------------- | ------------------ |
| 1.7 DOHC i-VTEC       | 1668                    | R4                 | 125 (b.d.)/6300                          | 154/4800                                 | b.d.                                | b.d.               | 12,3                          | 182                   |                    |
| 1.8 DOHC i-VTEC       | 1799                    | R4                 | 140 (b.d.)/6300                          | 157/4300                                 | b.d.                                | b.d.               | 10,6                          | 190                   |                    |
| 2.0 DOHC i-VTEC       | 1998                    | R4                 | 150 (110)/6500                           | 192/4000                                 | 86 x 86                             | 9,8:1              | 10,5                          | 195                   |                    |
| Silniki wysokoprężne: |                         |                    |                                          |                                          |                                     |                    |                               |                       |                    |
| 2.2 i-CTDi            | 2204                    | R4                 | 140 (b.d.)/4000                          | 340/2000                                 | b.d.                                | b.d.               | 10,3                          | 187                   |                    |

### Wersje wyposażeniowe
- Trend
- Comfort
- Executive

Samochód wyposażony może być m.in. w przednie, boczne i kurtynowe poduszki powietrzne, systemy ABS z EBD i VSA, wspomaganie kierownicy, a także system wspomagania nagłego hamowania oraz elektryczne sterowanie szyb, elektryczne sterowanie lusterek, klimatyzację, zamek centralny, wielofunkcyjną kierownicę, system audio, reflektory ksenonowe, światła przeciwmgłowe oraz tempomat. Jako opcja dodatkowa - podgrzewane fotele przednie.